# 프리드리히 3세 폰 데어 팔츠 선제후
프리드리히 3세 폰 데어 팔츠(Friedrich III. von der Pfalz, 1515년 2월 14일 ~ 1576년 10월 26일)는 비텔스바흐가의 분가 팔츠짐메른슈폰하임가의 통치자였다. 그는 팔츠짐메른 백작 요한 2세의 아들이며 1559년 자녀가 없는 팔츠 선제후 오트하인리히를 계승하였다. 그는 칼빈주의에 헌신된 자였다. 개혁교회의 공식적인 신앙고백서인 하이델베르크 요리문답서를 자카리아스 우르시누스와 카스파르 올레비아누스로 하여금 작성하도록 했다. 그가 칼빈주의를 도와서 신성 로마 제국안에서 독일 개혁주의 운동을 시작하게 하였다.